# Ceppaloni
Ceppaloni är en ort och kommun i provinsen Benevento i regionen Kampanien i Italien. Kommunen hade 3 370 invånare (2017).